# Karl Gustav von Rönne
Karl Gustav von Rönne, (ros. Карл Иванович Ренне, ur. 1720, zm. 4 kwietnia?/15 kwietnia 1786) – rosyjski generał porucznik od 1782 roku.
W służbie rosyjskiej od 1743 roku, w 1756 był porucznikiem, w 1767 podpułkownikiem. W 1769 został pułkownikiem i dowódcą Kargopolskiego Pułku Karabinierów. W 1770 pobił wojska konfederatów barskich w bitwie pod Dobrą. Za ten wyczyn został nagrodzony Orderem św. Jerzego III klasy. W 1770 wojskowy zarządca Poznania. W 1774 mianowany generałem majorem. 